# Lisa Nicole Carson
Lisa Nicole Carson (Brooklyn, Nueva York, 12 de julio de 1969) es una actriz estadounidense. Es conocida por su trabajo en la televisión estadounidense por papeles secundarios en las series Urgencias (NBC) y Ally McBeal (Fox). Aparecía en las dos series al mismo tiempo, pero de ambas fue despedida con polémica y desde entonces no ha aparecido en ningún papel. Se le diagnosticó esquizofrenia, lo cual provocó su retirada de la vida pública.

## Adolescencia
Su padre es profesor de periodismo en la Universidad de Florida y su madre es maestra de guardería en Nueva York. Pasó su adolescencia en Gainesville, Florida, y asistió al Instituto FW Buchholz. Sus padres se separaron cuando ella tenía 14 años y su madre regresó a Nueva York. Con grandes dotes para la música, en 1986 se inscribió en el concurso “America’s Miss Junior”, quedando en segundo lugar. Tras terminar sus estudios, Carson volvió a Nueva York y tomó la decisión de ser actriz. Comenzó su carrera con apariciones en una serie de programas especiales de After School y cortometrajes de Home Box Office.

## Carrera
Comenzó su carrera en producciones de la famosa compañía Negro Ensemble. Su primer papel importante fue una aparición en Ley y Orden (1991) y en 1992 Bill Cosby le dio un papel mudo en su serie de humor La hora de Bill Cosby. Fue también asidua participante del programa The Apollo Comedy Hour (1992) antes de intervenir en películas como Let’s Get Bizzee, Love Jones o junto a Samuel L. Jackson en Eve’s Bayou. También interpretó a la novia de Martin Lawrence en la comedia Life (1999). Sin olvidar su faceta de cantante, en 1995 interpretó el papel de una cantante de R&B en el telefilme Divas. En la televisión interpretó el papel de Carla Reece, novia intermitente del doctor Peter Benton (Eriq La Salle) en la serie de la NBC Urgencias (1996-2001). De 1997 a 2002 interpretó el papel de la abogada defensora Renée Fox Raddick en la serie Ally McBeal (Fox), serie por la cual ha recibido numerosas nominaciones. Fue despedida de ambas series al parecer por su actitud poco profesional, sus frecuentes cambios de humor y la cantidad de veces que fue a trabajar en un notable estado de embriaguez. No ha trabajado en ningún papel desde 2002.

## Vida personal
En 2000 fue detenida por perturbar el orden en un comercio y por no abandonar un hotel de lujo tras empezar a gritar obscenidades. Poco después fue internada en un hospital debido a un incidente relacionado con drogas. Su familia atribuye a la esquizofrenia tales comportamientos desordenados. Se ha retirado de la vida pública y de la actuación mientras sigue en tratamiento por su esquizofrenia.